# Colletes larreae
Colletes larreae är en biart som beskrevs av Timberlake 1951. Colletes larreae ingår i släktet sidenbin, och familjen korttungebin. Inga underarter finns listade i Catalogue of Life.